# Creu d'Ènnec Aritza
La creu d'Ènnec Aritza (també anomenada senyal antich del rey Daragó,  armes antigues d'Aragó o creu d'Aïnsa) és un escut heràldic que es defineix de la següent manera: en camp d'atzur, creu patent d'argent, apuntada en el braç inferior i dextrada en cantó del cap. Actualment constitueix el segon quarter de l'escut de l'Aragó, la descripció i l'ús del qual està regulat per la "Llei sobre l'ús de la Bandera i Escut d'Aragó" (Ley 2/1984, de 16 de abril; B.O.A. n.o 5, de 18 de abril de 1984) en l'article 4rt: Aquest escut es documenta per primera vegada l'any 1344 en les Ordinacions de Casa i Cort que manà redactar Pere IV d'Aragó "el Cerimoniós" i pretenia representar el senyal heràldic de l'antic casal d'Aragó de la dinastia Ximena des d'Ènnec Aritza. Els seus antecedents preheràldics es remunten al segle x al regne de Pamplona i aparagueren al regne d'Aragó durant el regnat de Sanç I (1063-1094), rei d'Aragó i Pamplona.

## Origen

### Antecedents

Signum Regis de
Ramir I d'Aragó (1000-1063),
primer rei d'Aragó i
fill del Rei de Navarra

L'antecedent preheràldic d'aquest escut és el signum regis (senyal reial) del rei Ramir I d'Aragó (1000-1063). El signum regis era un senyal propi i identificatiu que feia les funcions de firma en els documents. Ramir I d'Aragó era fill del rei de Pamplona Sanç III de Navarra i es convertí en el primer rei d'Aragó l'any 1035, quan heretà del seu pare el comtat d'Aragó, aconseguint després el Comtat de Ribagorça i Sobrarbe per crear el regne d'Aragó; pertanyia per tant, a la dinastia Ximena, una dinastia navarresa que governà el regne de Pamplona i tenia com a antecessor a Ènnec Aritza. El símbol de la creu patent amb el braç inferior apuntat apareix en diverses monedes i en la simbologia pròpia d'aquesta dinastia navarresa.
|  |  |  |  |  |  |  |  |  |  | Ramon Berenguer I (el Vell)           | Ramon Berenguer I (el Vell)           | Ramon Berenguer I (el Vell)           | Ramon Berenguer I (el Vell)           | Ramon Berenguer I (el Vell)           | Ramon Berenguer I (el Vell)           |                 |                 |                 |                 |                             |                             |                             |                             |                             |                             | Ramir Sanxes              | Ramir Sanxes              | Ramir Sanxes                                | Ramir Sanxes                                | Ramir Sanxes                                | Ramir Sanxes                                |                                             |                                             |                     |                     |                                       |                                       |                                       |                                       |                                       |                                       |                           |                           |                     |                     |                     |                     |  |  |                           |                           |                           |                           |                           |                           |  |  |                           |                           |                           |                           |                           |                           |
|  |  |  |  |  |  |  |  |  |  | Ramon Berenguer I (el Vell)           | Ramon Berenguer I (el Vell)           | Ramon Berenguer I (el Vell)           | Ramon Berenguer I (el Vell)           | Ramon Berenguer I (el Vell)           | Ramon Berenguer I (el Vell)           | Ramon Berenguer | Ramon Berenguer | Ramon Berenguer | Ramon Berenguer | Ramon Berenguer             | Ramon Berenguer             |                             |                             |                             |                             | Ramir Sanxes              | Ramir Sanxes              | Ramir Sanxes                                | Ramir Sanxes                                | Ramir Sanxes                                | Ramir Sanxes                                |                                             |                                             |                     |                     |                                       |                                       | Ramir Sanxes                          | Ramir Sanxes                          | Ramir Sanxes                          | Ramir Sanxes                          | Ramir Sanxes              | Ramir Sanxes              |                     |                     |                     |                     |  |  |                           |                           |                           |                           |                           |                           |  |  |                           |                           |                           |                           |                           |                           |
|  |  |  |  |  |  |  |  |  |  |                                       |                                       |                                       |                                       |                                       |                                       | Ramon Berenguer | Ramon Berenguer | Ramon Berenguer | Ramon Berenguer | Ramon Berenguer             | Ramon Berenguer             |                             |                             |                             |                             |                           |                           |                                             |                                             |                                             |                                             |                                             |                                             |                     |                     |                                       |                                       | Ramir Sanxes                          | Ramir Sanxes                          | Ramir Sanxes                          | Ramir Sanxes                          | Ramir Sanxes              | Ramir Sanxes              |                     |                     |                     |                     |  |  |                           |                           |                           |                           |                           |                           |  |  |                           |                           |                           |                           |                           |                           |
|  |  |  |  |  |  |  |  |  |  | Ramon Berenguer II (el Cap d'Estopes) | Ramon Berenguer II (el Cap d'Estopes) | Ramon Berenguer II (el Cap d'Estopes) | Ramon Berenguer II (el Cap d'Estopes) | Ramon Berenguer II (el Cap d'Estopes) | Ramon Berenguer II (el Cap d'Estopes) |                 |                 |                 |                 |                             |                             |                             |                             |                             |                             | Sanç I d'Aragó i Pamplona | Sanç I d'Aragó i Pamplona | Sanç I d'Aragó i Pamplona                   | Sanç I d'Aragó i Pamplona                   | Sanç I d'Aragó i Pamplona                   | Sanç I d'Aragó i Pamplona                   |                                             |                                             |                     |                     |                                       |                                       |                                       |                                       |                                       |                                       |                           |                           |                     |                     |                     |                     |  |  |                           |                           |                           |                           |                           |                           |  |  |                           |                           |                           |                           |                           |                           |
|  |  |  |  |  |  |  |  |  |  | Ramon Berenguer II (el Cap d'Estopes) | Ramon Berenguer II (el Cap d'Estopes) | Ramon Berenguer II (el Cap d'Estopes) | Ramon Berenguer II (el Cap d'Estopes) | Ramon Berenguer II (el Cap d'Estopes) | Ramon Berenguer II (el Cap d'Estopes) | Ramon Berenguer | Ramon Berenguer | Ramon Berenguer | Ramon Berenguer | Ramon Berenguer             | Ramon Berenguer             |                             |                             |                             |                             | Sanç I d'Aragó i Pamplona | Sanç I d'Aragó i Pamplona | Sanç I d'Aragó i Pamplona                   | Sanç I d'Aragó i Pamplona                   | Sanç I d'Aragó i Pamplona                   | Sanç I d'Aragó i Pamplona                   |                                             |                                             |                     |                     |                                       |                                       | Sanç I d'Aragó i Pamplona             | Sanç I d'Aragó i Pamplona             | Sanç I d'Aragó i Pamplona             | Sanç I d'Aragó i Pamplona             | Sanç I d'Aragó i Pamplona | Sanç I d'Aragó i Pamplona |                     |                     |                     |                     |  |  |                           |                           |                           |                           |                           |                           |  |  |                           |                           |                           |                           |                           |                           |
|  |  |  |  |  |  |  |  |  |  |                                       |                                       |                                       |                                       |                                       |                                       | Ramon Berenguer | Ramon Berenguer | Ramon Berenguer | Ramon Berenguer | Ramon Berenguer             | Ramon Berenguer             |                             |                             |                             |                             |                           |                           |                                             |                                             |                                             |                                             |                                             |                                             |                     |                     |                                       |                                       | Sanç I d'Aragó i Pamplona             | Sanç I d'Aragó i Pamplona             | Sanç I d'Aragó i Pamplona             | Sanç I d'Aragó i Pamplona             | Sanç I d'Aragó i Pamplona | Sanç I d'Aragó i Pamplona |                     |                     |                     |                     |  |  |                           |                           |                           |                           |                           |                           |  |  |                           |                           |                           |                           |                           |                           |
|  |  |  |  |  |  |  |  |  |  |                                       |                                       |                                       |                                       |                                       |                                       |                 |                 |                 |                 |                             |                             |                             |                             |                             |                             |                           |                           |                                             |                                             |                                             |                                             |                                             |                                             |                     |                     |                                       |                                       |                                       |                                       |                                       |                                       |                           |                           |                     |                     |                     |                     |  |  |                           |                           |                           |                           |                           |                           |  |  |                           |                           |                           |                           |                           |                           |
|  |  |  |  |  |  |  |  |  |  | Ramon Berenguer III (el Gran)         | Ramon Berenguer III (el Gran)         | Ramon Berenguer III (el Gran)         | Ramon Berenguer III (el Gran)         | Ramon Berenguer III (el Gran)         | Ramon Berenguer III (el Gran)         |                 |                 |                 |                 | Ramir II d'Aragó (el Monjo) | Ramir II d'Aragó (el Monjo) | Ramir II d'Aragó (el Monjo) | Ramir II d'Aragó (el Monjo) | Ramir II d'Aragó (el Monjo) | Ramir II d'Aragó (el Monjo) |                           |                           | Alfons I d'Aragó i Pamplona (el Batallador) | Alfons I d'Aragó i Pamplona (el Batallador) | Alfons I d'Aragó i Pamplona (el Batallador) | Alfons I d'Aragó i Pamplona (el Batallador) | Alfons I d'Aragó i Pamplona (el Batallador) | Alfons I d'Aragó i Pamplona (el Batallador) |                     |                     | Pere I d'Aragó i Pamplona (el d'Osca) | Pere I d'Aragó i Pamplona (el d'Osca) | Pere I d'Aragó i Pamplona (el d'Osca) | Pere I d'Aragó i Pamplona (el d'Osca) | Pere I d'Aragó i Pamplona (el d'Osca) | Pere I d'Aragó i Pamplona (el d'Osca) |                           |                           |                     |                     |                     |                     |  |  |                           |                           |                           |                           |                           |                           |  |  |                           |                           |                           |                           |                           |                           |
|  |  |  |  |  |  |  |  |  |  | Ramon Berenguer III (el Gran)         | Ramon Berenguer III (el Gran)         | Ramon Berenguer III (el Gran)         | Ramon Berenguer III (el Gran)         | Ramon Berenguer III (el Gran)         | Ramon Berenguer III (el Gran)         | Ramon Berenguer | Ramon Berenguer | Ramon Berenguer | Ramon Berenguer | Ramon Berenguer             | Ramon Berenguer             | Ramir II d'Aragó (el Monjo) | Ramir II d'Aragó (el Monjo) | Ramir II d'Aragó (el Monjo) | Ramir II d'Aragó (el Monjo) |                           |                           | Alfons I d'Aragó i Pamplona (el Batallador) | Alfons I d'Aragó i Pamplona (el Batallador) | Alfons I d'Aragó i Pamplona (el Batallador) | Alfons I d'Aragó i Pamplona (el Batallador) | Alfons I d'Aragó i Pamplona (el Batallador) | Alfons I d'Aragó i Pamplona (el Batallador) |                     |                     | Pere I d'Aragó i Pamplona (el d'Osca) | Pere I d'Aragó i Pamplona (el d'Osca) | Pere I d'Aragó i Pamplona (el d'Osca) | Pere I d'Aragó i Pamplona (el d'Osca) | Pere I d'Aragó i Pamplona (el d'Osca) | Pere I d'Aragó i Pamplona (el d'Osca) | Signe del rei Ramir       | Signe del rei Ramir       | Signe del rei Ramir | Signe del rei Ramir | Signe del rei Ramir | Signe del rei Ramir |  |  | Pere I d'Aragó i Pamplona | Pere I d'Aragó i Pamplona | Pere I d'Aragó i Pamplona | Pere I d'Aragó i Pamplona | Pere I d'Aragó i Pamplona | Pere I d'Aragó i Pamplona |  |  | Pere I d'Aragó i Pamplona | Pere I d'Aragó i Pamplona | Pere I d'Aragó i Pamplona | Pere I d'Aragó i Pamplona | Pere I d'Aragó i Pamplona | Pere I d'Aragó i Pamplona |
|  |  |  |  |  |  |  |  |  |  |                                       |                                       |                                       |                                       |                                       |                                       | Ramon Berenguer | Ramon Berenguer | Ramon Berenguer | Ramon Berenguer | Ramon Berenguer             | Ramon Berenguer             |                             |                             |                             |                             |                           |                           |                                             |                                             |                                             |                                             |                                             |                                             |                     |                     |                                       |                                       |                                       |                                       |                                       |                                       | Signe del rei Ramir       | Signe del rei Ramir       | Signe del rei Ramir | Signe del rei Ramir | Signe del rei Ramir | Signe del rei Ramir |  |  | Pere I d'Aragó i Pamplona | Pere I d'Aragó i Pamplona | Pere I d'Aragó i Pamplona | Pere I d'Aragó i Pamplona | Pere I d'Aragó i Pamplona | Pere I d'Aragó i Pamplona |  |  | Pere I d'Aragó i Pamplona | Pere I d'Aragó i Pamplona | Pere I d'Aragó i Pamplona | Pere I d'Aragó i Pamplona | Pere I d'Aragó i Pamplona | Pere I d'Aragó i Pamplona |
|  |  |  |  |  |  |  |  |  |  | Ramon Berenguer IV (el Sant)          | Ramon Berenguer IV (el Sant)          | Ramon Berenguer IV (el Sant)          | Ramon Berenguer IV (el Sant)          | Ramon Berenguer IV (el Sant)          | Ramon Berenguer IV (el Sant)          |                 |                 |                 |                 | Peronella I d'Aragó         | Peronella I d'Aragó         | Peronella I d'Aragó         | Peronella I d'Aragó         | Peronella I d'Aragó         | Peronella I d'Aragó         |                           |                           |                                             |                                             |                                             |                                             |                                             |                                             |                     |                     |                                       |                                       |                                       |                                       |                                       |                                       |                           |                           |                     |                     |                     |                     |  |  |                           |                           |                           |                           |                           |                           |  |  |                           |                           |                           |                           |                           |                           |
|  |  |  |  |  |  |  |  |  |  | Ramon Berenguer IV (el Sant)          | Ramon Berenguer IV (el Sant)          | Ramon Berenguer IV (el Sant)          | Ramon Berenguer IV (el Sant)          | Ramon Berenguer IV (el Sant)          | Ramon Berenguer IV (el Sant)          | Ramon Berenguer | Ramon Berenguer | Ramon Berenguer | Ramon Berenguer | Ramon Berenguer             | Ramon Berenguer             | Peronella I d'Aragó         | Peronella I d'Aragó         | Peronella I d'Aragó         | Peronella I d'Aragó         |                           |                           |                                             |                                             | Peronella I d'Aragó                         | Peronella I d'Aragó                         | Peronella I d'Aragó                         | Peronella I d'Aragó                         | Peronella I d'Aragó | Peronella I d'Aragó |                                       |                                       |                                       |                                       |                                       |                                       |                           |                           |                     |                     |                     |                     |  |  |                           |                           |                           |                           |                           |                           |  |  |                           |                           |                           |                           |                           |                           |
|  |  |  |  |  |  |  |  |  |  |                                       |                                       |                                       |                                       |                                       |                                       | Ramon Berenguer | Ramon Berenguer | Ramon Berenguer | Ramon Berenguer | Ramon Berenguer             | Ramon Berenguer             |                             |                             |                             |                             |                           |                           |                                             |                                             | Peronella I d'Aragó                         | Peronella I d'Aragó                         | Peronella I d'Aragó                         | Peronella I d'Aragó                         | Peronella I d'Aragó | Peronella I d'Aragó |                                       |                                       |                                       |                                       |                                       |                                       |                           |                           |                     |                     |                     |                     |  |  |                           |                           |                           |                           |                           |                           |  |  |                           |                           |                           |                           |                           |                           |
|  |  |  |  |  |  |  |  |  |  |                                       |                                       |                                       |                                       |                                       |                                       |                 |                 |                 |                 |                             |                             |                             |                             |                             |                             |                           |                           |                                             |                                             |                                             |                                             |                                             |                                             |                     |                     |                                       |                                       |                                       |                                       |                                       |                                       |                           |                           |                     |                     |                     |                     |  |  |                           |                           |                           |                           |                           |                           |  |  |                           |                           |                           |                           |                           |                           |
|  |  |  |  |  |  |  |  |  |  |                                       |                                       |                                       |                                       | Alfons II d'Aragó (el Cast)           |                                       |                 |                 |                 |                 |                             |                             |                             |                             |                             |                             |                           |                           |                                             |                                             |                                             |                                             |                                             |                                             |                     |                     |                                       |                                       |                                       |                                       |                                       |                                       |                           |                           |                     |                     |                     |                     |  |  |                           |                           |                           |                           |                           |                           |  |  |                           |                           |                           |                           |                           |                           |
|  |  |  |  |  |  |  |  |  |  |                                       |                                       |                                       |                                       | Pere I d'Aragó i Pamplona             |                                       |                 |                 |                 |                 |                             |                             |                             |                             |                             |                             |                           |                           |                                             |                                             |                                             |                                             |                                             |                                             |                     |                     |                                       |                                       |                                       |                                       |                                       |                                       |                           |                           |                     |                     |                     |                     |  |  |                           |                           |                           |                           |                           |                           |  |  |                           |                           |                           |                           |                           |                           |

### Creació
L'escut de la creu és documentat per primera vegada l'any 1344 en les Ordinacions de Casa i Cort que manà redactar el rei Pere IV d'Aragó "el Cerimoniós". Historiadors aragonesos contemporànis com Alberto Montaner Frutos, Guillermo Fatás Cabeza, Guillermo Redondo Veintemillas i Rafael Conde y Delgado de Molina donen la hipòtesi que l'escut en fou creat a mitjans del segle xiv pel mateix rei Pere IV d'Aragó "el Cerimoniós". Per contra, un altre historiador aragonès contemporani, Ignacio de Torres-Solanot y García de Bustelo, dona la hipòtesi que la creu no era només un símbol pre-heràldic, sinó que efectivament corresponia a l'escut dels reis d'Aragó des dels temps de Ramir I d'Aragó, i que la seva firma, el Signum Regis, seria un fidel reflex del seu escut d'armes reial.
- (foli 31v)
Ramir I d'Aragó,
primer rei d'Aragó
(Creu d'Ènnec Aritza)
- (foli 27r)
Guifré el Pilós,
primer comte de Barcelona
(Quatre Pals)

### Significació: "senyal antich Darago"
La dinastia navarresa del regne d'Aragó continuà governant el regne d'Aragó i l'any 1137, la infanta Peronella d'Aragó fou promesa amb el comte Ramon Berenguer IV de Barcelona. El segle xiv, ço és uns 200 anys després d'aquest matrimoni, el rei Pere IV d'Aragó "el Cerimoniós"" afirmà que la Senyera Reial dels Quatre Pals era originària dels comtes de Barcelona. Historiadors aragonesos contemporànis com Alberto Montaner Frutos i Rafael Conde y Delgado de Molina donen la hipòtesi que Pere IV d'Aragó "el Cerimoniós", buscant un símbol que representés a la dinastia Ximena per poder plasmar gràficament la seva doble ascendència i legitimitat, escollí el signum regis de Ramir I d'Aragó, el primer rei d'Aragó, anomenant-lo "senyal antich Darago". D'aquesta manera el rei tingué dos emblemes, un per la dignitat de ser descendent dels antics reis d'Aragó de la dinastia Ximena, i l'altre dinàstic, que ell adjudicava als comtes de la dinastia Barcelonina. Per la seva part, l'historiador aragonès Ignacio de Torres-Solanot y García de Buestelo coincideix que fou el rei Pere IV d'Aragó "el Cerimoniós"" qui l'adoptà, però matisa que l'adoptà perquè efectivament era l'escut d'armes dels antics reis aragonesos de la dinastia Ximena.
|  |  |  |  |  |  |  |  |  |  |                                                    |                                                    |                                                    |                                                    |                                                    |                                                    |              |              |              |              |                             |                             |                             |                             |                             |                             | Garcia Ximénez de Sobrarbe |                           |                                             |                                             |                                             |                                             |                                             |                                             |                |                |                                       |                                       |                                       |                                       |                                       |                                       |                     |                     |                |                |                |                |  |  |                |                |                |                |                |                |  |  |                     |                     |                     |                     |                     |                     |
|  |  |  |  |  |  |  |  |  |  |                                                    |                                                    |                                                    |                                                    |                                                    |                                                    |              |              |              |              |                             |                             |                             |                             |                             |                             | Arbre de Sobrarbe          |                           |                                             |                                             |                                             |                                             |                                             |                                             |                |                |                                       |                                       |                                       |                                       |                                       |                                       |                     |                     |                |                |                |                |  |  |                |                |                |                |                |                |  |  |                     |                     |                     |                     |                     |                     |
|  |  |  |  |  |  |  |  |  |  |                                                    |                                                    |                                                    |                                                    |                                                    |                                                    |              |              |              |              |                             |                             |                             |                             |                             |                             |                            |                           |                                             |                                             |                                             |                                             |                                             |                                             |                |                |                                       |                                       |                                       |                                       |                                       |                                       |                     |                     |                |                |                |                |  |  |                |                |                |                |                |                |  |  |                     |                     |                     |                     |                     |                     |
|  |  |  |  |  |  |  |  |  |  | Guifré I de Barcelona (el Pilós)                   | Guifré I de Barcelona (el Pilós)                   | Guifré I de Barcelona (el Pilós)                   | Guifré I de Barcelona (el Pilós)                   | Guifré I de Barcelona (el Pilós)                   | Guifré I de Barcelona (el Pilós)                   |              |              |              |              |                             |                             |                             |                             |                             |                             | Ènnec Aritza de Pamplona   | Ènnec Aritza de Pamplona  | Ènnec Aritza de Pamplona                    | Ènnec Aritza de Pamplona                    | Ènnec Aritza de Pamplona                    | Ènnec Aritza de Pamplona                    |                                             |                                             |                |                |                                       |                                       |                                       |                                       |                                       |                                       |                     |                     |                |                |                |                |  |  |                |                |                |                |                |                |  |  |                     |                     |                     |                     |                     |                     |
|  |  |  |  |  |  |  |  |  |  | Guifré I de Barcelona (el Pilós)                   | Guifré I de Barcelona (el Pilós)                   | Guifré I de Barcelona (el Pilós)                   | Guifré I de Barcelona (el Pilós)                   | Guifré I de Barcelona (el Pilós)                   | Guifré I de Barcelona (el Pilós)                   | Senyal Reial | Senyal Reial | Senyal Reial | Senyal Reial | Senyal Reial                | Senyal Reial                |                             |                             |                             |                             | Ènnec Aritza de Pamplona   | Ènnec Aritza de Pamplona  | Ènnec Aritza de Pamplona                    | Ènnec Aritza de Pamplona                    | Ènnec Aritza de Pamplona                    | Ènnec Aritza de Pamplona                    |                                             |                                             |                |                |                                       |                                       | Creu d'Ènnec Aritza                   | Creu d'Ènnec Aritza                   | Creu d'Ènnec Aritza                   | Creu d'Ènnec Aritza                   | Creu d'Ènnec Aritza | Creu d'Ènnec Aritza |                |                |                |                |  |  |                |                |                |                |                |                |  |  |                     |                     |                     |                     |                     |                     |
|  |  |  |  |  |  |  |  |  |  |                                                    |                                                    |                                                    |                                                    |                                                    |                                                    | Senyal Reial | Senyal Reial | Senyal Reial | Senyal Reial | Senyal Reial                | Senyal Reial                |                             |                             |                             |                             |                            |                           |                                             |                                             |                                             |                                             |                                             |                                             |                |                |                                       |                                       | Creu d'Ènnec Aritza                   | Creu d'Ènnec Aritza                   | Creu d'Ènnec Aritza                   | Creu d'Ènnec Aritza                   | Creu d'Ènnec Aritza | Creu d'Ènnec Aritza |                |                |                |                |  |  |                |                |                |                |                |                |  |  |                     |                     |                     |                     |                     |                     |
|  |  |  |  |  |  |  |  |  |  | Ramon Berenguer I de Barcelona (el Vell)           | Ramon Berenguer I de Barcelona (el Vell)           | Ramon Berenguer I de Barcelona (el Vell)           | Ramon Berenguer I de Barcelona (el Vell)           | Ramon Berenguer I de Barcelona (el Vell)           | Ramon Berenguer I de Barcelona (el Vell)           |              |              |              |              |                             |                             |                             |                             |                             |                             | Ramir Sanxes d'Aragó       | Ramir Sanxes d'Aragó      | Ramir Sanxes d'Aragó                        | Ramir Sanxes d'Aragó                        | Ramir Sanxes d'Aragó                        | Ramir Sanxes d'Aragó                        |                                             |                                             |                |                |                                       |                                       |                                       |                                       |                                       |                                       |                     |                     |                |                |                |                |  |  |                |                |                |                |                |                |  |  |                     |                     |                     |                     |                     |                     |
|  |  |  |  |  |  |  |  |  |  | Ramon Berenguer I de Barcelona (el Vell)           | Ramon Berenguer I de Barcelona (el Vell)           | Ramon Berenguer I de Barcelona (el Vell)           | Ramon Berenguer I de Barcelona (el Vell)           | Ramon Berenguer I de Barcelona (el Vell)           | Ramon Berenguer I de Barcelona (el Vell)           | Senyal Reial | Senyal Reial | Senyal Reial | Senyal Reial | Senyal Reial                | Senyal Reial                |                             |                             |                             |                             | Ramir Sanxes d'Aragó       | Ramir Sanxes d'Aragó      | Ramir Sanxes d'Aragó                        | Ramir Sanxes d'Aragó                        | Ramir Sanxes d'Aragó                        | Ramir Sanxes d'Aragó                        |                                             |                                             |                |                |                                       |                                       | Creu d'Ènnec Aritza                   | Creu d'Ènnec Aritza                   | Creu d'Ènnec Aritza                   | Creu d'Ènnec Aritza                   | Creu d'Ènnec Aritza | Creu d'Ènnec Aritza |                |                |                |                |  |  |                |                |                |                |                |                |  |  |                     |                     |                     |                     |                     |                     |
|  |  |  |  |  |  |  |  |  |  |                                                    |                                                    |                                                    |                                                    |                                                    |                                                    | Senyal Reial | Senyal Reial | Senyal Reial | Senyal Reial | Senyal Reial                | Senyal Reial                |                             |                             |                             |                             |                            |                           |                                             |                                             |                                             |                                             |                                             |                                             |                |                |                                       |                                       | Creu d'Ènnec Aritza                   | Creu d'Ènnec Aritza                   | Creu d'Ènnec Aritza                   | Creu d'Ènnec Aritza                   | Creu d'Ènnec Aritza | Creu d'Ènnec Aritza |                |                |                |                |  |  |                |                |                |                |                |                |  |  |                     |                     |                     |                     |                     |                     |
|  |  |  |  |  |  |  |  |  |  | Ramon Berenguer II de Barcelona (el Cap d'Estopes) | Ramon Berenguer II de Barcelona (el Cap d'Estopes) | Ramon Berenguer II de Barcelona (el Cap d'Estopes) | Ramon Berenguer II de Barcelona (el Cap d'Estopes) | Ramon Berenguer II de Barcelona (el Cap d'Estopes) | Ramon Berenguer II de Barcelona (el Cap d'Estopes) |              |              |              |              |                             |                             |                             |                             |                             |                             | Sanç I d'Aragó i Pamplona  | Sanç I d'Aragó i Pamplona | Sanç I d'Aragó i Pamplona                   | Sanç I d'Aragó i Pamplona                   | Sanç I d'Aragó i Pamplona                   | Sanç I d'Aragó i Pamplona                   |                                             |                                             |                |                |                                       |                                       |                                       |                                       |                                       |                                       |                     |                     |                |                |                |                |  |  |                |                |                |                |                |                |  |  |                     |                     |                     |                     |                     |                     |
|  |  |  |  |  |  |  |  |  |  | Ramon Berenguer II de Barcelona (el Cap d'Estopes) | Ramon Berenguer II de Barcelona (el Cap d'Estopes) | Ramon Berenguer II de Barcelona (el Cap d'Estopes) | Ramon Berenguer II de Barcelona (el Cap d'Estopes) | Ramon Berenguer II de Barcelona (el Cap d'Estopes) | Ramon Berenguer II de Barcelona (el Cap d'Estopes) | Senyal Reial | Senyal Reial | Senyal Reial | Senyal Reial | Senyal Reial                | Senyal Reial                |                             |                             |                             |                             | Sanç I d'Aragó i Pamplona  | Sanç I d'Aragó i Pamplona | Sanç I d'Aragó i Pamplona                   | Sanç I d'Aragó i Pamplona                   | Sanç I d'Aragó i Pamplona                   | Sanç I d'Aragó i Pamplona                   |                                             |                                             |                |                |                                       |                                       | Creu d'Ènnec Aritza                   | Creu d'Ènnec Aritza                   | Creu d'Ènnec Aritza                   | Creu d'Ènnec Aritza                   | Creu d'Ènnec Aritza | Creu d'Ènnec Aritza |                |                |                |                |  |  |                |                |                |                |                |                |  |  |                     |                     |                     |                     |                     |                     |
|  |  |  |  |  |  |  |  |  |  |                                                    |                                                    |                                                    |                                                    |                                                    |                                                    | Senyal Reial | Senyal Reial | Senyal Reial | Senyal Reial | Senyal Reial                | Senyal Reial                |                             |                             |                             |                             |                            |                           |                                             |                                             |                                             |                                             |                                             |                                             |                |                |                                       |                                       | Creu d'Ènnec Aritza                   | Creu d'Ènnec Aritza                   | Creu d'Ènnec Aritza                   | Creu d'Ènnec Aritza                   | Creu d'Ènnec Aritza | Creu d'Ènnec Aritza |                |                |                |                |  |  |                |                |                |                |                |                |  |  |                     |                     |                     |                     |                     |                     |
|  |  |  |  |  |  |  |  |  |  |                                                    |                                                    |                                                    |                                                    |                                                    |                                                    |              |              |              |              |                             |                             |                             |                             |                             |                             |                            |                           |                                             |                                             |                                             |                                             |                                             |                                             |                |                |                                       |                                       |                                       |                                       |                                       |                                       |                     |                     |                |                |                |                |  |  |                |                |                |                |                |                |  |  |                     |                     |                     |                     |                     |                     |
|  |  |  |  |  |  |  |  |  |  | Ramon Berenguer III de Barcelona (el Gran)         | Ramon Berenguer III de Barcelona (el Gran)         | Ramon Berenguer III de Barcelona (el Gran)         | Ramon Berenguer III de Barcelona (el Gran)         | Ramon Berenguer III de Barcelona (el Gran)         | Ramon Berenguer III de Barcelona (el Gran)         |              |              |              |              | Ramir II d'Aragó (el Monjo) | Ramir II d'Aragó (el Monjo) | Ramir II d'Aragó (el Monjo) | Ramir II d'Aragó (el Monjo) | Ramir II d'Aragó (el Monjo) | Ramir II d'Aragó (el Monjo) |                            |                           | Alfons I d'Aragó i Pamplona (el Batallador) | Alfons I d'Aragó i Pamplona (el Batallador) | Alfons I d'Aragó i Pamplona (el Batallador) | Alfons I d'Aragó i Pamplona (el Batallador) | Alfons I d'Aragó i Pamplona (el Batallador) | Alfons I d'Aragó i Pamplona (el Batallador) |                |                | Pere I d'Aragó i Pamplona (el d'Osca) | Pere I d'Aragó i Pamplona (el d'Osca) | Pere I d'Aragó i Pamplona (el d'Osca) | Pere I d'Aragó i Pamplona (el d'Osca) | Pere I d'Aragó i Pamplona (el d'Osca) | Pere I d'Aragó i Pamplona (el d'Osca) |                     |                     |                |                |                |                |  |  |                |                |                |                |                |                |  |  |                     |                     |                     |                     |                     |                     |
|  |  |  |  |  |  |  |  |  |  | Ramon Berenguer III de Barcelona (el Gran)         | Ramon Berenguer III de Barcelona (el Gran)         | Ramon Berenguer III de Barcelona (el Gran)         | Ramon Berenguer III de Barcelona (el Gran)         | Ramon Berenguer III de Barcelona (el Gran)         | Ramon Berenguer III de Barcelona (el Gran)         | Senyal Reial | Senyal Reial | Senyal Reial | Senyal Reial | Senyal Reial                | Senyal Reial                | Ramir II d'Aragó (el Monjo) | Ramir II d'Aragó (el Monjo) | Ramir II d'Aragó (el Monjo) | Ramir II d'Aragó (el Monjo) |                            |                           | Alfons I d'Aragó i Pamplona (el Batallador) | Alfons I d'Aragó i Pamplona (el Batallador) | Alfons I d'Aragó i Pamplona (el Batallador) | Alfons I d'Aragó i Pamplona (el Batallador) | Alfons I d'Aragó i Pamplona (el Batallador) | Alfons I d'Aragó i Pamplona (el Batallador) |                |                | Pere I d'Aragó i Pamplona (el d'Osca) | Pere I d'Aragó i Pamplona (el d'Osca) | Pere I d'Aragó i Pamplona (el d'Osca) | Pere I d'Aragó i Pamplona (el d'Osca) | Pere I d'Aragó i Pamplona (el d'Osca) | Pere I d'Aragó i Pamplona (el d'Osca) | Creu d'Alcoraz      | Creu d'Alcoraz      | Creu d'Alcoraz | Creu d'Alcoraz | Creu d'Alcoraz | Creu d'Alcoraz |  |  | Creu d'Alcoraz | Creu d'Alcoraz | Creu d'Alcoraz | Creu d'Alcoraz | Creu d'Alcoraz | Creu d'Alcoraz |  |  | Creu d'Ènnec Aritza | Creu d'Ènnec Aritza | Creu d'Ènnec Aritza | Creu d'Ènnec Aritza | Creu d'Ènnec Aritza | Creu d'Ènnec Aritza |
|  |  |  |  |  |  |  |  |  |  |                                                    |                                                    |                                                    |                                                    |                                                    |                                                    | Senyal Reial | Senyal Reial | Senyal Reial | Senyal Reial | Senyal Reial                | Senyal Reial                |                             |                             |                             |                             |                            |                           |                                             |                                             |                                             |                                             |                                             |                                             |                |                |                                       |                                       |                                       |                                       |                                       |                                       | Creu d'Alcoraz      | Creu d'Alcoraz      | Creu d'Alcoraz | Creu d'Alcoraz | Creu d'Alcoraz | Creu d'Alcoraz |  |  | Creu d'Alcoraz | Creu d'Alcoraz | Creu d'Alcoraz | Creu d'Alcoraz | Creu d'Alcoraz | Creu d'Alcoraz |  |  | Creu d'Ènnec Aritza | Creu d'Ènnec Aritza | Creu d'Ènnec Aritza | Creu d'Ènnec Aritza | Creu d'Ènnec Aritza | Creu d'Ènnec Aritza |
|  |  |  |  |  |  |  |  |  |  | Ramon Berenguer IV de Barcelona (el Sant)          | Ramon Berenguer IV de Barcelona (el Sant)          | Ramon Berenguer IV de Barcelona (el Sant)          | Ramon Berenguer IV de Barcelona (el Sant)          | Ramon Berenguer IV de Barcelona (el Sant)          | Ramon Berenguer IV de Barcelona (el Sant)          |              |              |              |              | Peronella I d'Aragó         | Peronella I d'Aragó         | Peronella I d'Aragó         | Peronella I d'Aragó         | Peronella I d'Aragó         | Peronella I d'Aragó         |                            |                           |                                             |                                             |                                             |                                             |                                             |                                             |                |                |                                       |                                       |                                       |                                       |                                       |                                       |                     |                     |                |                |                |                |  |  |                |                |                |                |                |                |  |  |                     |                     |                     |                     |                     |                     |
|  |  |  |  |  |  |  |  |  |  | Ramon Berenguer IV de Barcelona (el Sant)          | Ramon Berenguer IV de Barcelona (el Sant)          | Ramon Berenguer IV de Barcelona (el Sant)          | Ramon Berenguer IV de Barcelona (el Sant)          | Ramon Berenguer IV de Barcelona (el Sant)          | Ramon Berenguer IV de Barcelona (el Sant)          | Senyal Reial | Senyal Reial | Senyal Reial | Senyal Reial | Senyal Reial                | Senyal Reial                | Peronella I d'Aragó         | Peronella I d'Aragó         | Peronella I d'Aragó         | Peronella I d'Aragó         |                            |                           |                                             |                                             | Creu d'Alcoraz                              | Creu d'Alcoraz                              | Creu d'Alcoraz                              | Creu d'Alcoraz                              | Creu d'Alcoraz | Creu d'Alcoraz |                                       |                                       |                                       |                                       |                                       |                                       |                     |                     |                |                |                |                |  |  |                |                |                |                |                |                |  |  |                     |                     |                     |                     |                     |                     |
|  |  |  |  |  |  |  |  |  |  |                                                    |                                                    |                                                    |                                                    |                                                    |                                                    | Senyal Reial | Senyal Reial | Senyal Reial | Senyal Reial | Senyal Reial                | Senyal Reial                |                             |                             |                             |                             |                            |                           |                                             |                                             | Creu d'Alcoraz                              | Creu d'Alcoraz                              | Creu d'Alcoraz                              | Creu d'Alcoraz                              | Creu d'Alcoraz | Creu d'Alcoraz |                                       |                                       |                                       |                                       |                                       |                                       |                     |                     |                |                |                |                |  |  |                |                |                |                |                |                |  |  |                     |                     |                     |                     |                     |                     |
|  |  |  |  |  |  |  |  |  |  |                                                    |                                                    |                                                    |                                                    |                                                    |                                                    |              |              |              |              |                             |                             |                             |                             |                             |                             |                            |                           |                                             |                                             |                                             |                                             |                                             |                                             |                |                |                                       |                                       |                                       |                                       |                                       |                                       |                     |                     |                |                |                |                |  |  |                |                |                |                |                |                |  |  |                     |                     |                     |                     |                     |                     |
|  |  |  |  |  |  |  |  |  |  |                                                    |                                                    |                                                    |                                                    | Alfons II d'Aragó (el Cast)                        |                                                    |              |              |              |              |                             |                             |                             |                             |                             |                             |                            |                           |                                             |                                             |                                             |                                             |                                             |                                             |                |                |                                       |                                       |                                       |                                       |                                       |                                       |                     |                     |                |                |                |                |  |  |                |                |                |                |                |                |  |  |                     |                     |                     |                     |                     |                     |
|  |  |  |  |  |  |  |  |  |  |                                                    |                                                    |                                                    |                                                    | Senyal Reial                                       |                                                    |              |              |              |              |                             |                             |                             |                             |                             |                             |                            |                           |                                             |                                             |                                             |                                             |                                             |                                             |                |                |                                       |                                       |                                       |                                       |                                       |                                       |                     |                     |                |                |                |                |  |  |                |                |                |                |                |                |  |  |                     |                     |                     |                     |                     |                     |

## Llegenda d'Ènnec Aritza

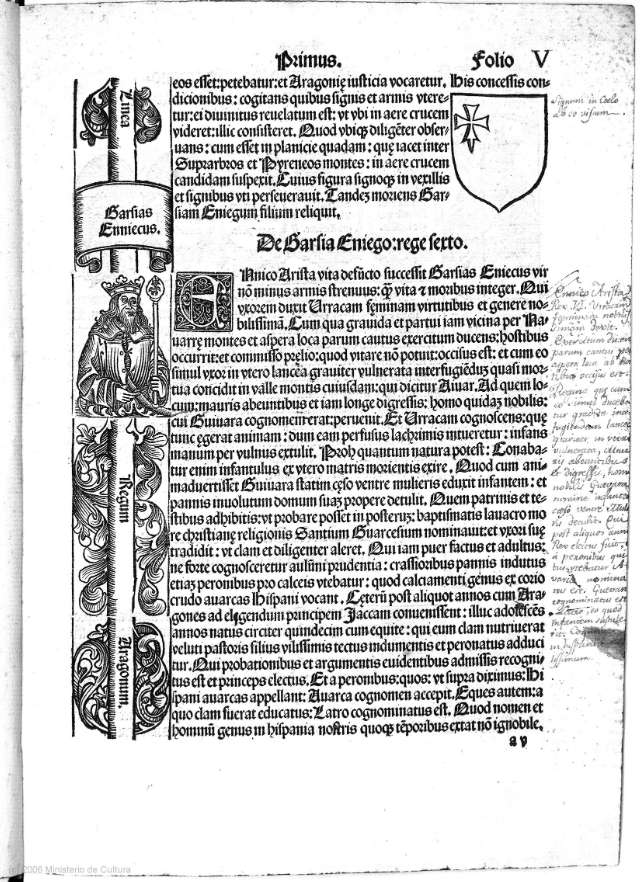
"De Aragoniae Regibus et eorum rebus gestis libri V" (1509)
Lucio Marineo Sículo que recull la
Llegenda d'Ènnec Aritza

## Escut de l'Aragó
La Creu d'Ènnec Aritza figura en el segon quarter de l'Escut de l'Aragó, i també és l'emblema de la Reial Mestrança de Cavalleria de Saragossa.
Al Reial Monestir de Sant Joan de la Penya, prop de Jaca, hi ha enterrats diversos reis d'Aragó. El segle xviii, el rei Carles III de Castella i manà construir un Panteó Reial on es representessin els símbols de la Història d'Aragó, figurant-hi la creu d'Enneco Ariesta.

## Escut del País Valencià
La Creu d'Ènnec Aritza també figura en el blasonament de l'escut del Regne Valencià i està regulat per l'article 6 del títol III (de l'emblema) de la llei número 8 del Govern Valencià sobre la Regulació de símbols de la Comunitat Valenciana i la seua utilització. Fa així:
L'emblema de la Generalitat Valenciana és constituït per l'heràldica del rei Pere IV d'Aragó "el Cerimoniós", representativa de l'històric Regne de València, tal com tot seguit es blasona:
- Escut: inclinat a la destra, d'or, amb quatre pals de gules.
- Timbre: Elm d'argent coronat, mantellet que en penja d'atzur, amb una creu patent curvilínia i fixada amb punta agusada d'argent, folrat de gules; per cimera, un drac naixent d'or alat, linguat de gules i dentat d'argent.

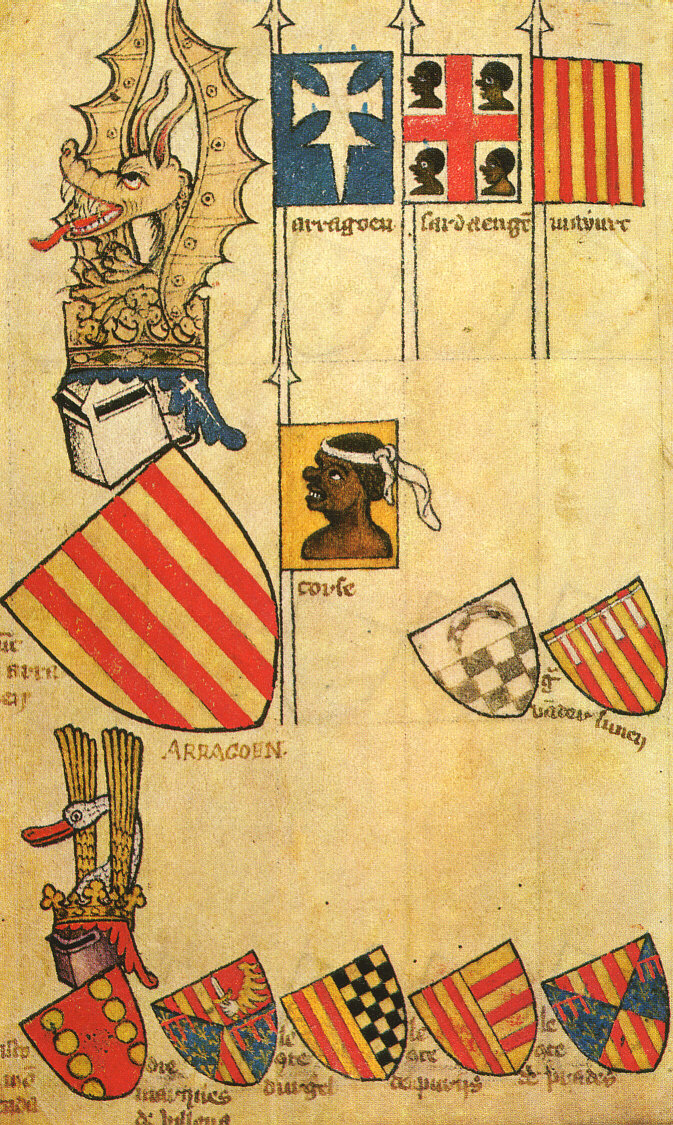
Creu d'Ènnec Aritza a l'Armorial de Gelre (abans del 1415)
Escut de l'Aragó (actual i oficial)
Escut de la Comunitat Valenciana (actual i oficial)

### Edat mitjana
- (llatí) (aragonès) i (català) Aragó, Pere IV d'. Crònica de Sant Joan de la Penya, segle XIV.

### Edat Moderna
- (castellà) Vagad, Gualberto Fabricio de. "Crónica de Aragón"; Edició on-line, 1499.
- (llatí) Marineo Sículo, Lucio. "De Aragoniae Regibus et eorum rebus gestis libri V"; Edició on-line, 1509.
- (castellà) Marineo Sículo, Lucio; Molina, Juan de. "Cronica d'Aragón"; Edició on-line, 1524.
- (castellà) Viciana, Rafael Martí de. "Crónica de la ínclita y coronada ciudad de Valencia y de su Reyno"; Edició on-line, 1564.
- (llatí) Blancas y Tomás, Jerónimo de. "Aragonensium rerum commentarii"; Edició on-line, 1588.
- (castellà) Zurita y Castro, Jerónimo. "Anales de la Corona de Aragón"; Edició on-line, 1580.

### Edat Contemporània
- (castellà) Ibarra., E. "Cuál de los tres escudos sea el que más exactamente corresponde a Aragón", 1921.
- (castellà) Fatás Cabeza, Guillermo; Redondo Veintemillas, Guillermo. "La bandera de Aragón".  Ed. Guara (Colección Básica Aragonesa, 3), 1978.
- (castellà) Riquer, Martí de. En torno al origen del escudo de armas de los palos, llamados barras" (dins Gaceta numismática, nº. 61), 1981.
- (castellà) Fatás Cabeza, Guillermo; Redondo Veintemillas, Guillermo. "Palos de Aragón" (Gran Enciclopedia Aragonesa).  Gran Enciclopedia Aragonesa, vol. IX, 1981. Arxivat 2009-02-17 a Wayback Machine.
- (castellà) Udina i Martorell, Frederic. "Problemàtica acerca del escudo de los palos de gules"; pags. 45-68 (dins Seminario sobre Heráldica y Genealogía).  Institución «Fernando el Católico», 1989. ISBN 84-00-06841-6.
- (castellà) Menéndez Pidal de Navascués, Faustino. "Palos de oro y gules"; pàg. 669-704 (Studia in Honorem Prof. M. de Riquer).  Jaume Vallcorba, Quaderns Crema, vol. IV, 1991.
- (castellà) Montaner Frutos, Alberto. "El señal del rey de Aragón: Historia y significado".  Institución «Fernando el Católico», 1995. ISBN 84-7820-283-8.
- (castellà) Fatás Cabeza, Guillermo; Redondo Veintemillas, Guillermo. "Blasón de Aragón: el escudo y la bandera".  Diputación General de Aragón, D.L., 1995. ISBN 84-7753-543-4.
- Fluvià i Escorsa, Armand. "Els Quatre Pals. L'escut dels Comtes de Barcelona".  Ed. Rafael Dalmau Editor (Episodis de la Història, 300), 1995. ISBN 84-232-0478-2.
- (castellà) Menéndez Pidal de Navascués, Faustino. "Los reyes de Aragón"; pàg. 95-138 (Símbolos de España).  Centro de Estudios Políticos y Constitucionales, 2000. ISBN 9788425911101.
- (castellà) Torres-Solanot y García de Buestelo, Ignacio de. "Barras de Aragón".  Torres-Solanot, 2002. ISBN 84-607-4148-6.
- (castellà) Conde, Rafael. "La bula de plomo de los reyes de Aragón y la cruz «de Alcoraz»", (dins d'Emblemata, XI), 2005, pàg. 59-82. ISBN ISSN 1137-1056.
- (castellà) Redondo Veintemillas, Guillermo; Montaner Frutos, Alberto; García López, María Cruz. "Aragón en sus escudos y banderas".  Caja de la Inmaculada, 2007, págs. 19-20 (Col·lección Mariano de Pano y Ruata, 26). ISBN 978-84-96869-06-6..